# Grote trilspin
De grote trilspin (Pholcus phalangioides) is een spinnensoort uit de familie van de trilspinnen (Pholcidae). De grote trilspin komt wereldwijd voor en is waarschijnlijk een van de meest voorkomende spinnen in huizen in België en Nederland. De grote trilspin is de typesoort van het geslacht Pholcus. Hij wordt  vaak aangetroffen in gebouwen of kelders en stille gangen, waar hij op de loer ligt op een prooi met zijn buik in zijn web.

## Kenmerken
De mannetjes worden 7 tot 10 mm groot (poten niet inbegrepen) en de vrouwtjes 8 tot 10 mm. Vanwege zijn tot vijf centimeter lange poten wordt hij, net als andere trilspinnen, vaak verward met de hooiwagens (Opiliones). In tegenstelling tot het ovale, ongedeelde lichaam van de hooiwagens, is het lichaam van de trillende spin, zoals bij alle weefspinnen, duidelijk verdeeld in het voorlichaam (prosoma) en het achterlichaam of buik (opisthosoma). Het opisthosoma is cilindervormig en ongeveer driemaal zo lang als breed. Meestal is deze licht grijs-bruin van kleur met een vage donkere tekening. Het kopgedeelte is wat hoger dan de rest van het voorlichaam. Alhoewel sommige soorten uit het geslacht Pholcus zes ogen hebben, bezit deze spin acht ogen.

## Leefwijze
Meestal zit de grote trilspin aan de randen van het plafond waar zij een onregelmatig web maakt van een paar draden. Wanneer een insect of een andere spin verstrikt raakt in het web gooit de trilspin nieuwe draden over haar prooi en snoert deze vervolgens in. Dankzij haar lange poten kan zij dit vanaf een afstand doen. Zodra de prooi machteloos is, komt de trilspin dichterbij en eet zij de prooi op. Ze kunnen vrij grote prooien vangen waaronder huisspinnen (Tegenaria). 
Als de spinnen worden verstoord bewegen ze snel heen en weer ('trillen') waardoor het lijkt alsof ze vervagen. 
Grote trilspinnen kunnen het hele jaar door paren. Het vrouwtje legt gemiddeld ongeveer 20 eieren, die tot een dunne cocon worden gesponnen en door de moeder worden rondgedragen tot het jong uitkomt.
De vrouwtjes kunnen tot drie jaar oud worden; mannetjes sterven meestal eerder.

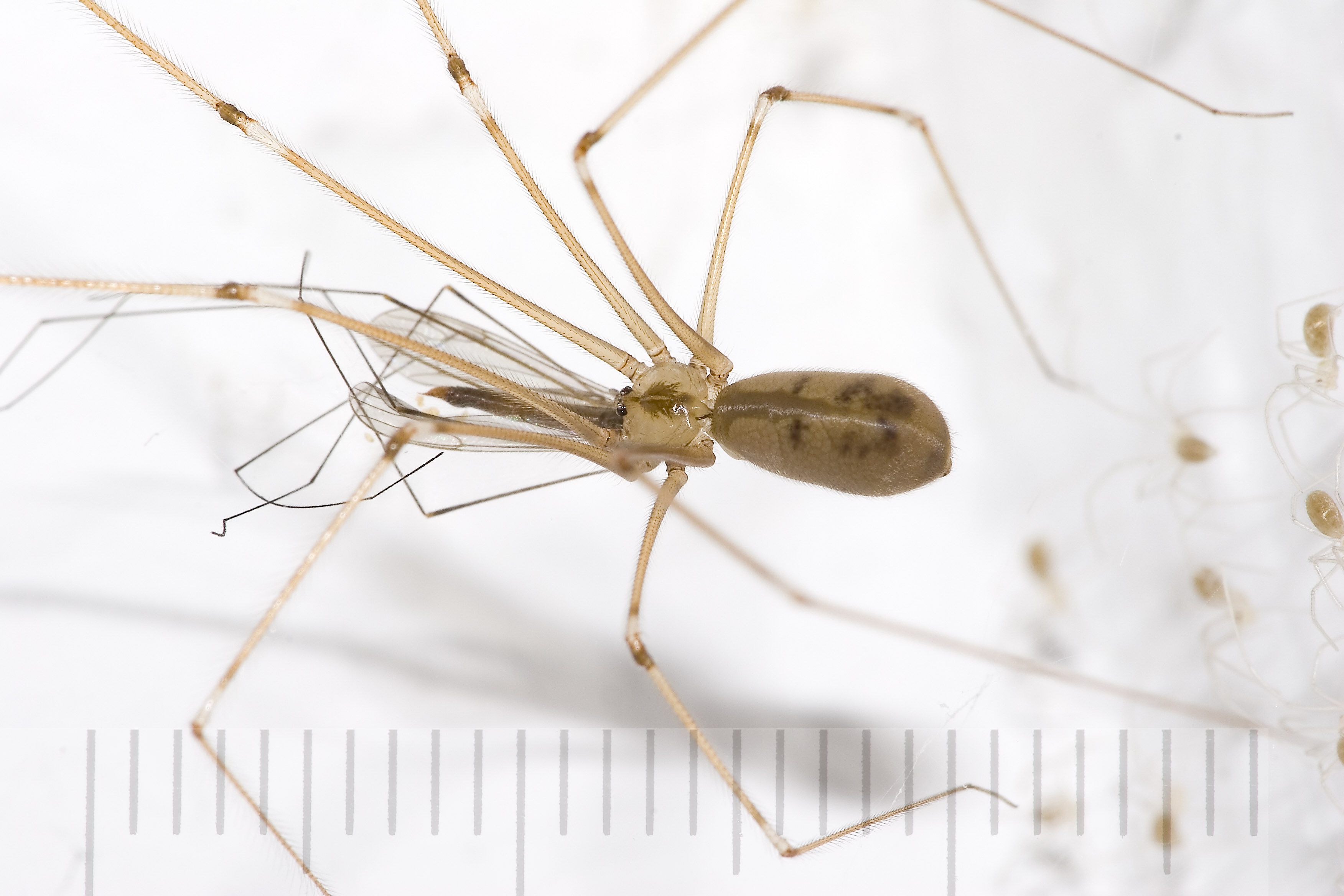

## Synoniemen
- Aranea meticulosa - Fourcroy, 1785
- Aranea phalangoides - Fuesslin, 1775
- Pholcus americanus - Nicolet, 1849
- Pholcus atlanticus - Hentz, 1850
- Pholcus dubiomaculatus - Mello-Leitão, 1918
- Pholcus litoralis - L. Koch, 1867
- Pholcus communis - Piza, 1938
- Pholcus nemastomoides - C. L. Koch, 1837
- Pholcus phalangioides - Walckenaer, 1805